# 纳溪区

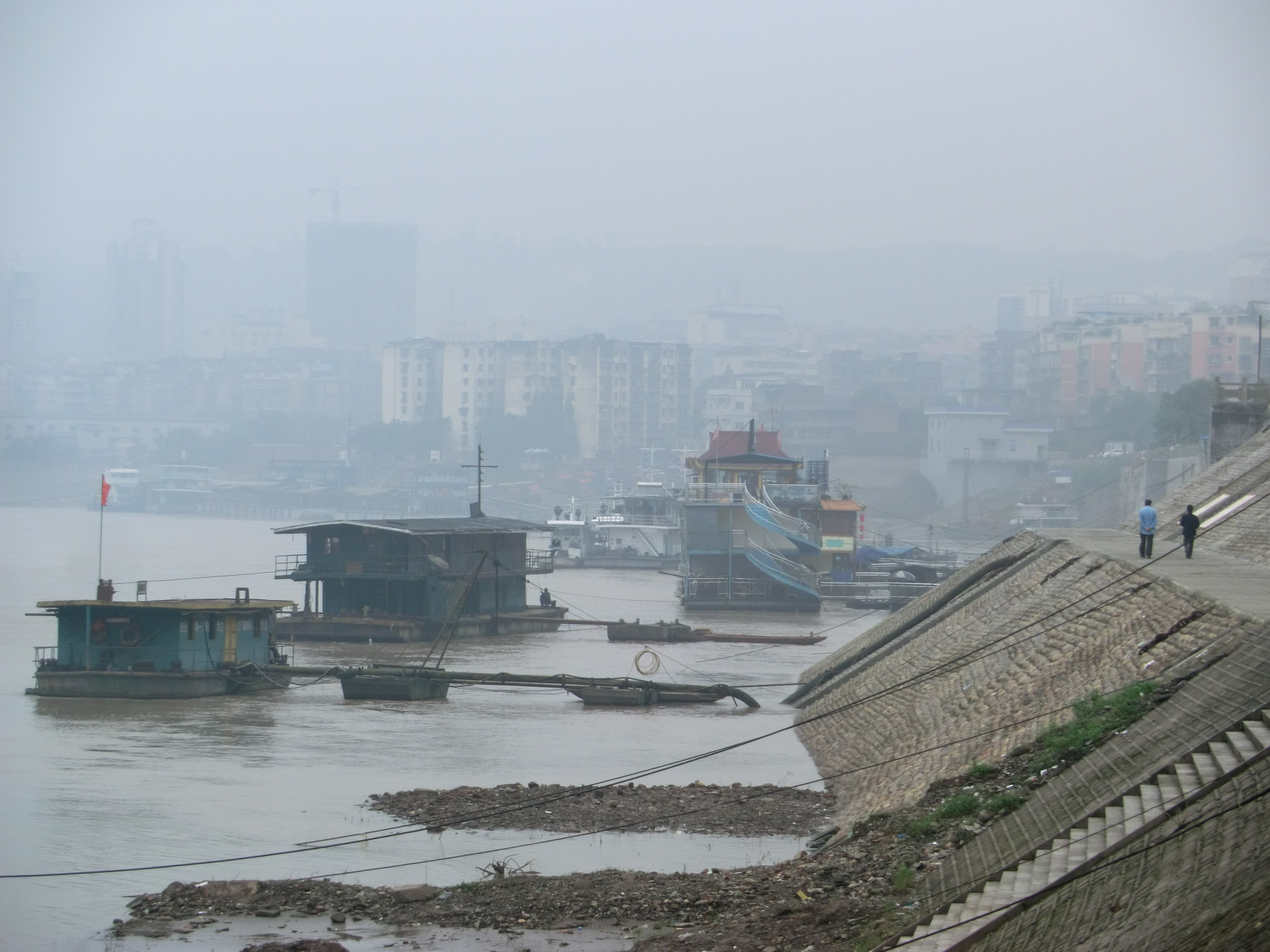

纳溪区是四川省泸州市下辖的一个市辖区，位于四川盆地南缘，长江与永宁河交汇外，泸州市的中部。全区幅员面积1150.6平方公里。纳溪位于因三国时期“蛮夷纳贡出此溪”而得名，又名云溪。南宋理宗绍定五年（公元1232年）建县，(1996年)撤县建区，东连合江县，南接叙永县，西界江安县，北邻江阳区。常住人口約36万人，區人民政府駐安富街道云溪西路一段99號。
纳溪东西宽41公里，南北长46公里，全区幅员面积1150平方公里，辖大渡口、新乐、棉花坡、龙车、丰乐、白节、天仙、渠坝、护国、打古、上马、合面12个镇、安富、永宁、东升3个街道，199个村（社区）。

## 历史
- 春秋战国时，属巴国巴郡地。
- 西汉至西晋本江阳县地，成汉（304—347年）时江阳郡为夷僚（少数民族）所据，江阳郡寄武阳县地（今井研县南）,后寄治武阳县治（今彭山县东北），称西江阳郡，后复故土。
- 南北朝为绵水县地。
- 隋分属泸州、江安、汉安等县地。
- 唐属江安、泾南县地。
- 北宋仁宗皇祜三年（1051年）置纳溪寨，
- 南宋理宗绍定五年（1232年）升纳溪寨为纳溪县。先属泸州，后属江安州。
- 元、明、清三代均属泸州管辖。
- 民国元年（1912年），属川南军政府，后属下川南道、永宁道。民国十八年（1929年）撤销永宁道，直属民国四川省政府。民国二十四年（1935年），隶属第七区行政督察专员公署。
- (1949年12月3日)，纳溪解放，12月12日成立纳溪县人民政府，隶属泸县专署。
- (1952年)改属隆昌专署。
- (1953年)初属泸州专署。
- (1960年)，改属宜宾专区。
- (1983年6月)建立省辖泸州市，纳溪县划归泸州市管辖。
- (1996年7月1日)，纳溪撤县建区，为泸州市纳溪区，结束了纳溪建县764年历史。

## 地理
- 纳溪区东连合江县，南接叙永县、兴文县，西连江安县，北邻泸州市江阳区。
- 地理坐标东经105°09′—105°37′，北纬28°02′14″—28°26′53″，东西宽41千米，南北长46千米，
- 纳溪南高北低，平坝、丘陵、低山兼有，海拔在230米—963.2米之间，全区最高点在打鼓镇普照山，海拔963.2米。
- 全区属亚热带湿润性季风气候区，四季分明，气候温和，雨量充沛。年总降雨量1129.1毫米；年平均气温18.6℃，年极端最高气温为43.2℃，年极端最低气温为0.9℃；年日照1443.9小时。

## 人口
2020年末，根据泸州市第七次全国人口普查公报显示：纳溪区常住人口为354846人，男性人口占比51.13%，女性人口占比48.87%，年龄结构中0-14岁占比16.59%，15-59岁占比57.52%，60岁以上占比25.89%，65岁以上占比20.51%。
- 截至2011年末，纳溪区人口48.26万人，其中非农业人口9.34 万人。人口自然增长率2.47‰。（为2011年末数据）
- 境内人口以汉族为主，占总人口99%以上，少数民族有苗族、回族、彝族、壮族、满族等17个少数民族700余人。（为2011年末数据）

## 行政区划
纳溪区下辖3个街道办事处、10个镇：
安富街道、永宁街道、东升街道、大渡口镇、护国镇、打古镇、上马镇、合面镇、丰乐镇、白节镇、天仙镇、新乐镇和龙车镇。

## 经济
- GDP完成25.1亿元，三次产业比为23.3：45.1：31.6。财政收入9562万元，农民人均纯收入2613元。（2003年数据）

## 交通
- 内河航运：长江、永宁河
- 高速公路：2011年，纳溪区公路通车总里程1118.4公里。有 隆纳高速公路、 泸宜高速公路、泸纳高等级公路。
- 其他公路：纳溪城区距泸州14公里距泸州港集装箱多用途码头20公里 321国道北接泸州江阳区，南接叙永县，为西南出海大通道在纳溪境内一段，长34.8千米。
- 铁路：隆叙铁路、隆纳铁路
- 航空：泸州机场位于离本区约8KM的蓝田坝。

## 旅游
- 倒流河风景区
- 护国岩石刻蔡锷将军题字石刻
- 天仙洞天仙硐，又名天仙洞，国家AAAA级景区，位于四川泸州纳溪天仙镇境内，321国道与纳黔高速旁、泸纳高等级公路纳溪段终点处，地理坐标位于东经105°23′－105°28′，北纬28°38′－28°43′，距泸州市中心19公里，距蓝田机场15公里，距纳溪区中心9公里，交通便利，已开通景区直通车。最高海拔482米，最低海拔245.1米，相对高差236.9米。景区于1996年5月正式接待游客，2000年被泸州市人民政府批准为市级风景名胜区，2003年被四川省人民政府批准为省级风景名胜区。2013年成功创建成为国家AAAA级景区。
- 普照山避暑山庄，风景区。位于打鼓镇以北8公里路程。
- 铜鼓寺位于纳溪区新乐镇铜鼓村，为唐代寺庙，驱车大渡镇方向5公里左右。
- 护国战争纪念馆位于泸州市纳溪区棉花坡镇的护国战争纪念馆原属于地主庄园陶家大院原护国战争棉花破战役指挥部。